# 就德興
就德兴（?—?），营州（今辽宁省朝阳市）人。
524年，就德兴和营州城民刘安定抓住营州刺史李仲遵，据州城反魏。城民王恶儿斩杀刘安定降魏，就德兴东逃，自称燕王。北魏朝廷派黄门侍郎卢同持节去营州慰劳，就德兴降而复反。朝廷命卢同为幽州刺史兼尚书行台。卢同多次被就德兴打败，而回军。526年，就德兴攻陷平州，杀死刺史王买奴。529年十一月初二己卯日，就德兴向北魏请降，营州平定。